# جامعة خليفة
جامعة خليفة للعلوم والتكنولوجيا هي جامعة مستقلة غير ربحية مقرها الرئيس في أبوظبي، الإمارات العربية المتحدة تأسست في فبراير 2007 وابتدأ التدريس فيها في أكتوبر 2008. للجامعة حرمين واحد في أبو ظبي والآخر في الشارقة في ما كان يعرف بجامعة كلية الإتصالات. تأسست الجامعة بموجب القرار رقم 2 لسنة 2007 الصادر من الشيخ خليفة بن زايد آل نهيان رئيس دولة الإمارات العربية المتحدة بصفته حاكمًا لإمارة أبوظبي.

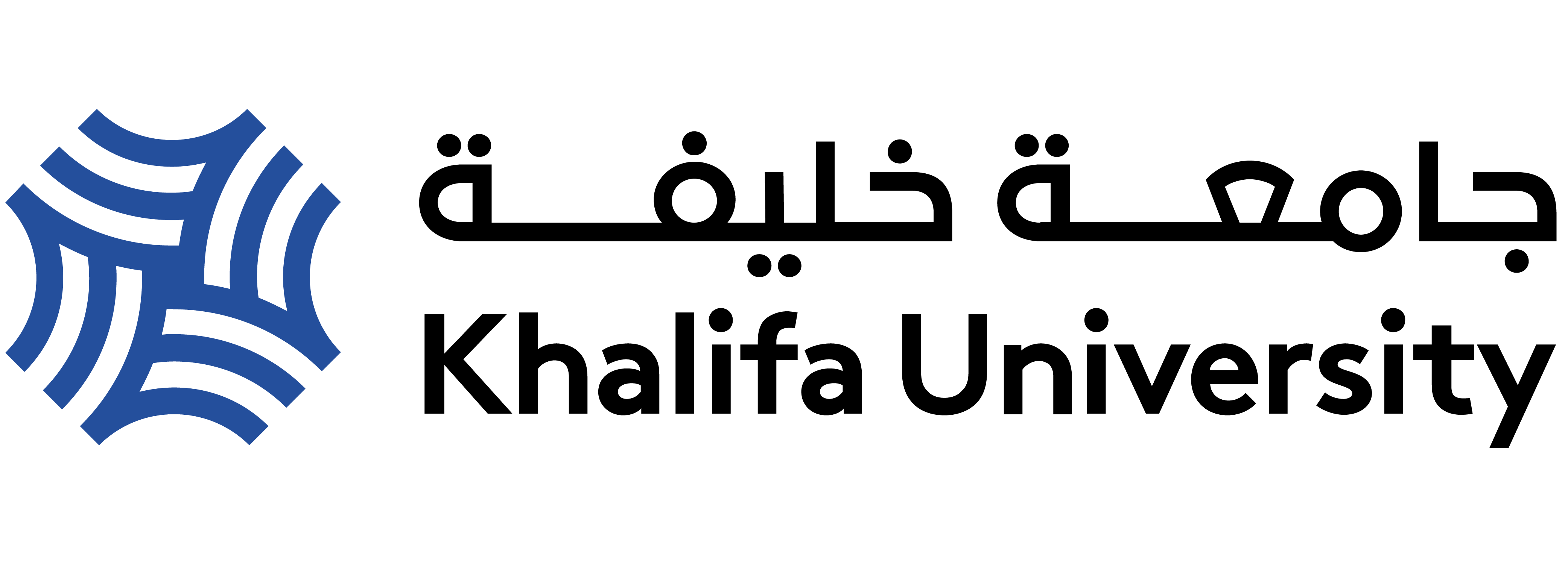
شعار جامعة خليفة

في عام 2017 ، أصدر الشيخ خليفة بن زايد آل نهيان رئيس دولة الإمارات وحاكم أبو ظبي مرسوماً بدمج جامعة خليفة ومعهد مصدر والمعهد البترولي تحت جامعة واحدة تسمى جامعة خليفة للعلوم والتكنولوجيا. تعد جامعة خليفة اليوم جامعة بحثية مكثفة تضم ثلاث كليات وثلاثة معاهد بحثية و 18 مركزًا بحثيًا و 17 قسمًا تغطي مجموعة واسعة من التخصصات في العلوم والهندسة والطب.
في عام 2018 حصلت جامعة خليفة على جائزة أوائل الإمارات
وفي عام 2020 صُنفت الجامعة بالمركز 12 حسب التصنيف العربي للجامعات على مستوى الدولة

## مجلس الأمناء
- الشيخ محمد بن زايد آل نهيان (الرئيس).
- الشيخ حامد بن زايد آل نهيان (نائب الرئيس).

وعضوية كل من:
- مغير الخيلي.
- محمد حسن عمران الشامسي.
- حسين جاسم النويس.
- وليد أحمد المهيري.
- المهندس حسين الحمادي.
- ريتشارد كلارك.
- كيوشي كوروكاوا.
- ماو-كوين وو.
- هلل لويس.

## الأندية الطلابية في الجامعة
تضم جامعة خليفة مجموعة كبيرة من الأندية الطلابية في كل من فرعيها أبو ظبي والشارقة، في فرع مدينة أبو ظبي يتواجد عدد كبير من الأندية الطلابية كالنادي الرياضي والنادي الإمارتي والنادي الكوري ونادي مادة الرياضيات ونادي الشطرنج ونادي البرمجة ونادي البيئة وفي فرع الشارقة يتواجد نادي البرمجة أيضا والنادي الياباني والنادي المتخصص بالاعلام، وتقوم هذه الأندية بدورها بعمل العديد من الفعاليات والنشاطات والتي بدورها تفيد الطلاب والطالبات وتلطف لهم أجواء الدراسة.

## روابط خارجية
الموقع الرسمي لجامعة خليفة

## وصلات خارجية
- الموقع الرسمي للجامعة نسخة محفوظة 19 أكتوبر 2016 على موقع واي باك مشين.